# 犬ヶ岳 (福岡県・大分県)
犬ヶ岳（いぬがたけ）は、福岡県豊前市求菩提と大分県中津市耶馬溪町川原口に位置する標高1130.8mの山である。

## 概要
犬ヶ岳は一ノ岳（笹ノ宿）、二ノ岳、主峰（甕ノ尾）、三ノ岳（大日岳）の4つのピークを持つ。福岡県と大分県の県境に位置し、周辺の求菩提山、英彦山と共にかつては修験道の山であった。主峰には避難小屋を兼ねた展望台がある。春先の5月頃にはツクシシャクナゲが咲き、秋には紅葉で有名であり、湧き水も多く自然豊かである。周辺地域は耶馬日田英彦山国定公園に指定されている。
犬ヶ岳北側（福岡県側）と南側（大分県側）からの登山ルートがある。福岡県側ルートでは登山道入口に駐車場が整備されている。三ノ岳東側の笈吊岩は鎖場となっている（迂回路あり）。この地名はかつて山伏が笈（背負い箱）を外して吊り上げたことに因む。

## 関連画像

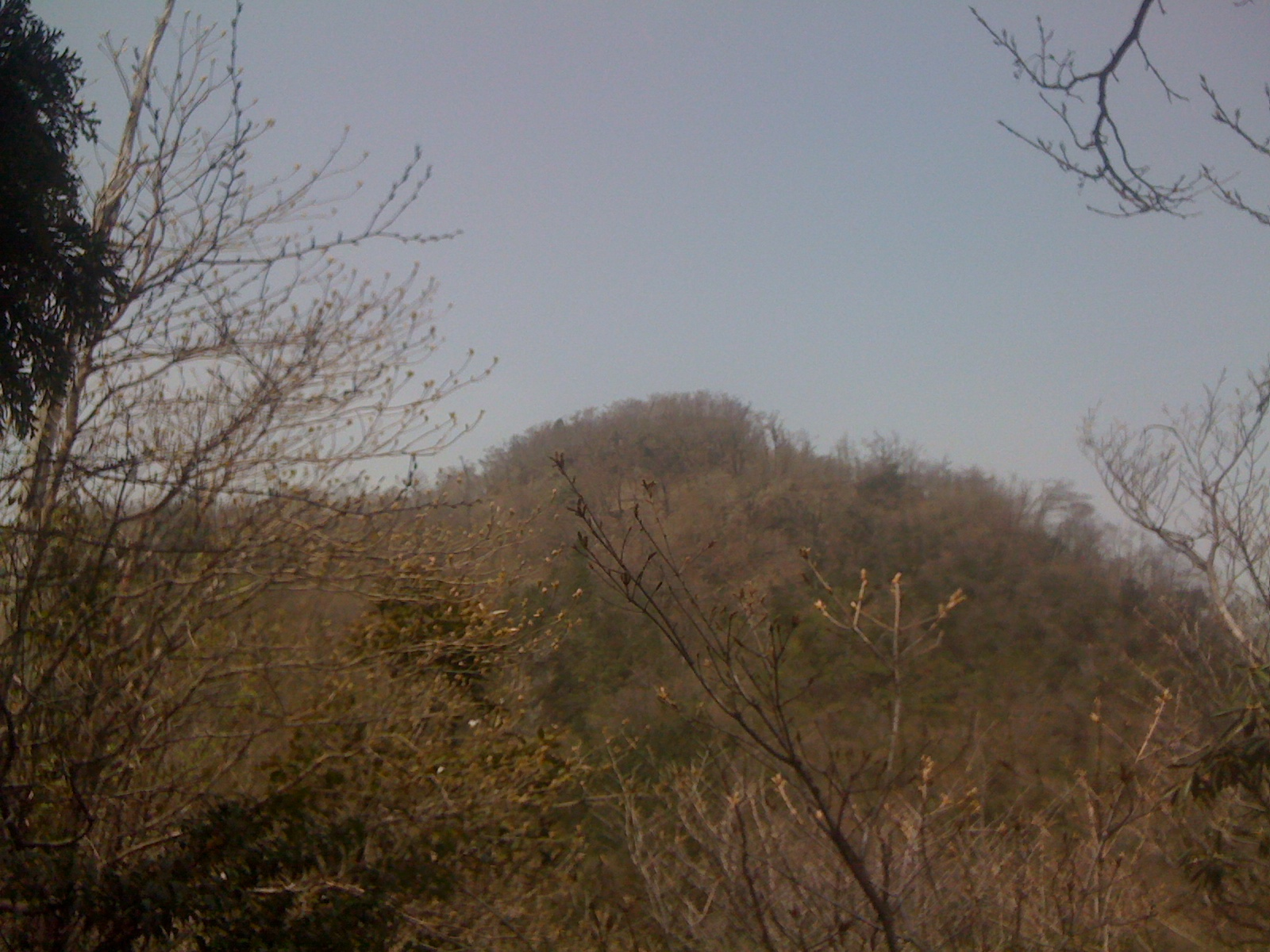
犬ヶ岳
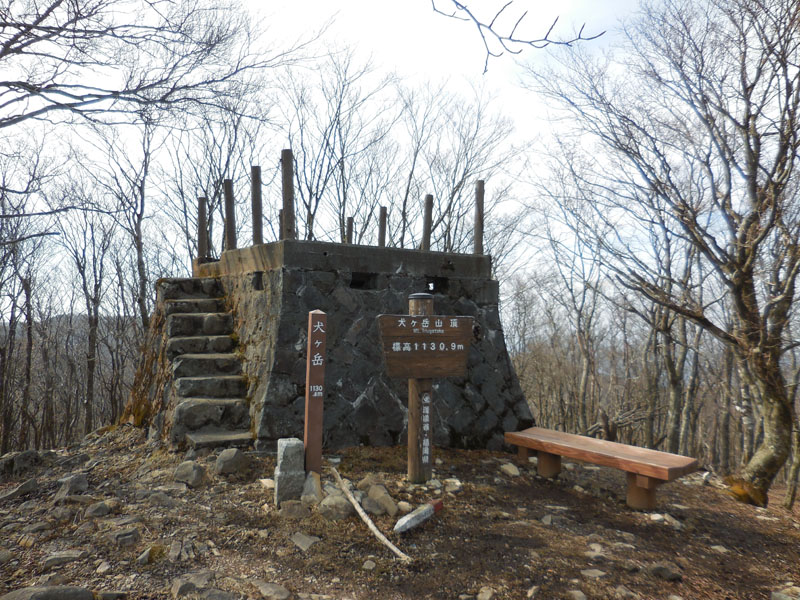
山頂にある避難小屋